# Homicídio de Michael Brown
O homicídio do estudante Michael Orlandus Darrion Brown (Florissant, 20 de maio de 1996 – Ferguson, 9 de agosto de 2014) ocorreu em 9 de agosto de 2014 na cidade de Ferguson, na periferia de St. Louis, Missouri, Estados Unidos. Brown, um jovem negro de dezoito anos de idade morreu após ser alvejado pelo oficial da polícia municipal Darren Wilson. Brown não portava armas e não possuía nenhum antecedente criminal.
O incidente desencadeou uma série de reações nos subúrbios de St. Louis e em nível nacional, incluindo demonstrações pacificas, protestos, reações violentas da população, várias formas de manifestações sociais e uma demanda nacional para uma investigação dos acontecimentos. A mídia tem explorado a validade dos departamentos de polícia utilizarem armas de níveis militares para lidar com protestos civis.
O Federal Bureau of Investigation (FBI) abriu uma investigação de direitos civis do tiroteio no dia 11 de agosto, e no dia seguinte o presidente dos Estados Unidos, Barack Obama fez uma declaração pública de condolências à família de Brown, disponibilizando recursos federais para a realização das investigações.

## Incidente
Às 11h51min do dia 9 de agosto de 2014, uma câmera de segurança de uma loja de conveniência capturou Michael Brown roubando um pacote de cigarro no valor de 48 dólares e agredindo fisicamente o operador de caixa da loja. Um oficial de rádio policial reportou um "roubo em progresso" às 11h53 e às 11h57 foi informado que o suspeito tinha um boné vemelho dos St. Louis Cardinals, uma camiseta branca, meias amarelas e bermudas cáqui, estando acompanhado de outro homem. Ao meio-dia, o oficial Wilson usou seu rádio para saber se outros oficiais estavam procurando os ladrões e se havia necessidade de ajuda. Nesse momento, foi informado a Wilson que os suspeitos haviam desaparecido.
Às 12h01min, Wilson conduziu sua viatura até o local onde estavam Brown e Johnson, que caminhavam pelo meio da rua, tendo-lhes ordenado que saíssem da pista e caminhassem pela calçada. Wilson continuou dirigindo seu veículo e passou pelos dois homens, mas então deu marcha à ré e parou próximo a eles, depois, segundo Wilson, apercebeu-se que Michael Brown correspondia às características do suspeito de roubo à loja de conveniência. Gravações do rádio policial indicam que Wilson pediu reforços às 12h02.
Uma luta corporal teve lugar entre Brown e Wilson pela janela da viatura policial, uma SUV Chevrolet Tahoe. A arma de Wilson disparou duas vezes durante a altercação, com uma bala atingindo o braço de Brown enquanto estava dentro do veículo. Brown e Johnson fugiram e Johnson escondeu-se atrás de um carro. Wilson saiu do veículo policial e perseguiu Michael Brown. Sangue no chão sustentam as declarações de que Brown continuou a se aproximar do policial Wilson enquanto era atingido pelos projéteis. Num dado momento, Wilson disparou novamente, com pelo menos seis tiros atingindo Brown pela frente, ferindo-o fatalmente. Brown não portava armas.
Menos de 90 segundos se passaram do momento em que Wilson encontrou Brown ao momento da morte deste último.